# Timothée Atouba
Timothée Atouba Essama (ur. 17 lutego 1982 w Duali) – kameruński piłkarz, występuje na pozycji lewego obrońcy.

## Kariera klubowa
Karierę zaczynał w kameruńskim klubie o nazwie Mineduc. Następnie trafił do Unionu Duala. W 2000 roku wyjechał z ojczyzny do Szwajcarii, by bronić barw Neuchâtelu Xamax. Po dwóch sezonach przeszedł do FC Basel. To tam wypłynął na szerokie wody Ligi Mistrzów, a znakomitymi występami, m.in. przeciwko Manchesterowi United zwrócił na siebie uwagę czołowych klubów Europy. W 2004 roku trafił do Tottenhamu Hotspur za kwotę 4 500 000 euro. Debiutował już w pierwszej kolejce Premier League, w meczu z Liverpoolem. Wszedł na boisko w 70 minucie, a mecz zakończył się rezultatem 1:1. Po sezonie parol na lewego obrońcę reprezentacji Kamerunu zagiął niemiecki Hamburger SV i za 2 500 000 euro udało się sfinalizować transfer. Dotychczas największym sukcesem Atouby w barwach HSV jest zajęcie 3. miejsca w sezonie 2006/2007, a także wcześniejsze występy w Lidze Mistrzów i Pucharze UEFA w którym HSV odpadł w 1/8 finału, przegrywając z Rapidem Bukareszt. W 2009 Atouba przeszedł do Ajaksu Amsterdam. Następnie grał w UD Las Palmas, gdzie w 2014 roku zakończył karierę.
| Sezon     | Klub              | Kraj       | Flaga      | Rozgrywki          | Mecze | Bramki |
| --------- | ----------------- | ---------- | ---------- | ------------------ | ----- | ------ |
| 1999      | Mineduc           | Kamerun    | Kamerun    | 2 Division (CMR)   | 24    | 11     |
| 2000      | Union Duala       | Kamerun    | Kamerun    | 1 Division (CMR)   | 16    | 4      |
| 2000/2001 | Neuchâtel Xamax   | Szwajcaria | Szwajcaria | Swiss Super League | 27    | 1      |
| 2001/2002 | Neuchâtel Xamax   | Szwajcaria | Szwajcaria | Challenge League   | 19    | 1      |
| 2001/2002 | FC Basel          | Szwajcaria | Szwajcaria | Swiss Super League | 14    | 1      |
| 2002/2003 | FC Basel          | Szwajcaria | Szwajcaria | Swiss Super League | 26    | 0      |
| 2003/2004 | FC Basel          | Szwajcaria | Szwajcaria | Swiss Super League | 29    | 1      |
| 2004/2005 | FC Basel          | Szwajcaria | Szwajcaria | Swiss Super League | 3     | 0      |
| 2004/2005 | Tottenham Hotspur | Anglia     | Anglia     | Premier League     | 18    | 1      |
| 2005/2006 | Hamburger SV      | Niemcy     | Niemcy     | Bundesliga         | 31    | 1      |
| 2006/2007 | Hamburger SV      | Niemcy     | Niemcy     | Bundesliga         | 21    | 0      |
| 2007/2008 | Hamburger SV      | Niemcy     | Niemcy     | Bundesliga         | 22    | 0      |
| 2008/2009 | Hamburger SV      | Niemcy     | Niemcy     | Bundesliga         | 9     | 0      |
| 2009/2010 | AFC Ajax          | Holandia   | Holandia   | Eredivisie         | 1     | 0      |
| 2010/2011 | AFC Ajax          | Holandia   | Holandia   | Eredivisie         | 0     | 0      |
| 2012/2013 | UD Las Palmas     | Hiszpania  | Hiszpania  | Segunda División   | 5     | 0      |
| 2013/2014 | UD Las Palmas     | Hiszpania  | Hiszpania  | Segunda División   | 3     | 0      |

## Kariera reprezentacyjna
W 2003 roku Atouba wystąpił w Pucharze Konfederacji. Kamerun dotarł do finału tego turnieju, w którym przegrał po dogrywce 0:1 z Francją,. W 2004 roku Atouba wygrał Puchar Narodów Afryki, a Kameruńczycy pokonali w finale Senegal, 3:2 w rzutach karnych. Następnie wziął udział w eliminacjach do Mistrzostw Świata 2006, które zakończyły się brakiem awansu dla ekipy Artura Jorge. Reprezentował Kamerun podczas Pucharu Narodów Afryki 2006, gdzie ekipa Artura Jorge zakończyła udział w meczu z Wybrzeżem Kości Słoniowej, przegrywając w karnych 12:13.
W drużynie narodowej Atouba rozegrał 42 spotkania.